# Cussonia ostinii
Cussonia ostinii är en araliaväxtart som beskrevs av Emilio Chiovenda. Cussonia ostinii ingår i släktet Cussonia och familjen Araliaceae. Inga underarter finns listade.